# Mahmoud Asgari und Ayaz Marhoni
Mahmoud Asgari (anhörenⓘ; persisch محمود عسگری auch: Asqari) und Ayaz Marhoni (persisch عیاض مرهونی; auch: Ayad Marhouni) waren zwei Jugendliche, die in der Islamischen Republik Iran zum Tod verurteilt und am 19. Juli 2005 in Maschhad öffentlich gehängt wurden. Der Fall sorgte in der westlichen Welt für Proteste, da beide zum Zeitpunkt der ihnen zur Last gelegten „Taten“ minderjährig gewesen waren und vermutet wurde, dass sie ausschließlich wegen ihrer Homosexualität hingerichtet wurden.
Die Hinrichtung von Menschen, die zum Zeitpunkt der Tat minderjährig waren, verstößt gegen die Kinderrechtskonvention, eine Konvention, die bis auf die USA von jedem Staat, auch dem Iran, ratifiziert worden ist.
Offizielle Gründe für die Hinrichtung waren: einvernehmliche homosexuelle Handlungen, Alkoholkonsum, Störung der öffentlichen Ruhe, Diebstahl sowie sexueller Übergriff auf einen 13-Jährigen. An der Richtigkeit des Vorwurfs, dass Asgari und Marhoni einen sexuellen Übergriff auf einen 13-Jährigen begangen hätten, bestehen ernsthafte Zweifel.
Vor ihrer Hinrichtung saßen die beiden 14 Monate im Gefängnis und wurden mit je 228 Peitschenhieben öffentlich gefoltert. Zum Zeitpunkt der Hinrichtung war Mahmoud Asgari 16 und Ayaz Marhoni 18 Jahre alt.

## Politische Reaktionen
Die Hinrichtung löste schwere Proteste von internationalen Menschenrechtsorganisationen wie Amnesty International und von Schwulenorganisationen aus.
Der US-amerikanische Kongressabgeordnete Tom Lantos charakterisierte die Hinrichtung als einen Verstoß des Iran gegen internationales Recht. Tom Lantos erklärte:

“This sickening episode shines a bright light on the severe shortcomings of the Iranian legal system. No matter what legal sources or traditions a country bases its law upon, there is no justification for whipping and executing people amid an angry mob — particularly not when the convicts committed offenses while they were minors, who are specifically protected under international law. And in this case, authorities apparently chose to play on deep-seated feelings of bigotry toward homosexuality.”

Neben der Vollstreckung der Todesstrafe überhaupt führte der Fall vor allem deswegen zu internationalen Protesten, weil beide Täter zum Zeitpunkt der Begehung der „Tat“ minderjährig waren. Eine Vollstreckung der Todesstrafe an minderjährigen Tätern wird als völkerrechtswidrig angesehen. Außerdem rechtfertigt die Schwere der Delikte nach Standpunkten in den modernen Strafrechtswissenschaften nicht die Verhängung einer Höchststrafe.
Einige iranische Politiker bekannten sich dennoch öffentlich dazu, dass beide Täter von der iranischen Justiz hingerichtet wurden. Der iranische Abgeordnete Ali Asgari verteidigte das Urteil und wies Kritik von Menschenrechtsorganisationen zurück.

## Kulturelle Querbezüge zur persischen Nationalliteratur
Die beiden Hingerichteten verweisen mit ihren Vornamen Maḥmūd und Ayāz auf zwei in der traditionellen persischen Liebesliteratur bekannte Namensträger, den ghaznawidischen Sultan Maḥmūd und dessen Militärsklaven und homoerotischen Liebhaber Ayāz. Beide Figuren stehen in der persischen Literatur für wahre, bedingungslose Liebe und wurden von zahlreichen Schriftstellern verwendet, darunter in den Werken Bustān und Gulistān des Hafis-Vorgängers Sa‛dī aus Schiras in zahlreichen Geschichten und Anekdoten. Die im heutigen Iran von den fundamentalistischen Machthabern bekämpfte sufische Literatur übertrug die ideale Königssklavenschaft des Ayāz auf die Beziehung zwischen Gott und dem Menschen. Der im Iran bis heute angesehene Schriftsteller Farīduddīn ‛Aṭṭār (gestorben 1221), der ebenfalls der islamischen Mystik zugerechnet wird, hat mehrere solcher Anekdoten für die religiöse Unterweisung in diesem Sinne genutzt.

## Kulturelle Rezeption
Die Pet Shop Boys widmeten ihr im Mai 2006 erschienenes Album Fundamental den beiden hingerichteten Jugendlichen.
Auf der Berlinale 2007 spielte die Hinrichtung im Rahmen des Teddy Awards eine Rolle.

## Medien
Für die Veröffentlichung eines Bildes der Hinrichtung unter der Überschrift „Hier werden zwei Kinderschänder gehängt“ erhielt die Bild-Zeitung vom deutschen Presserat eine Missbilligung, da das Bild unangemessen sensationell gewesen sei. Vom Vorwurf der Vorverurteilung oder Ehrverletzung wurde die Zeitung jedoch freigesprochen, da sie die Bildunterschrift einer Agenturmeldung entnommen hatte.